# Ignatius Salvador D’Souza
Ignatius Salvador D’Souza (* 13. Februar 1912 in Calangute, Goa, Portugiesisch-Indien; † 19. Januar 1986) war ein indischer Geistlicher und römisch-katholischer Bischof von Baroda.

## Leben
Ignatius Salvador D’Souza empfing am 23. November 1938 das Sakrament der Priesterweihe.
Am 29. September 1966 ernannte ihn Papst Paul VI. zum Bischof von Baroda. Der Erzbischof von Bombay, Valerian Kardinal Gracias, spendete ihm am 30. November desselben Jahres die Bischofsweihe; Mitkonsekratoren waren die Weihbischöfe in Bombay, William Zephyrine Gomes und Longinus Gabriel Pereira.